# Тшондэк-Хвэчин
Тшондэк-Хвэчин (хан Tr’ondëk Hwëch’in [ʈʼondək hwətʃʼin] — «люди реки Клондайк»; ранее — Dawson Indian Band) — община («Первая нация») индейцев хан, живущих вдоль реки Клондайк. Говорят на языке хан, одном из атабаскских языков. В настоящее время численность общины составляет 693 человека, которые преимущественно проживают в резервациях Мусхайд-Крик 2 и Мусхайд-Крик 2Б. В 1998 году община подписала финальное соглашение с правительством Юкона и правительством Канады и самостоятельно управляет своей землёй.

## История
Индейцы Тшондэк-Хвэчин были переселены в резервации во время золотой лихорадки. В 1950-х годах численность населения сильно уменьшилась и индейцы вернулись в Доусон. По соглашению с правительствами Канады и Юкона, подписанному в 1998 году община получила в управление 410,9 га земли на своих исконных территориях и денежную компенсацию в размере 21 811 002 CAD, с выплатой в течение 15 лет.

## Резервации

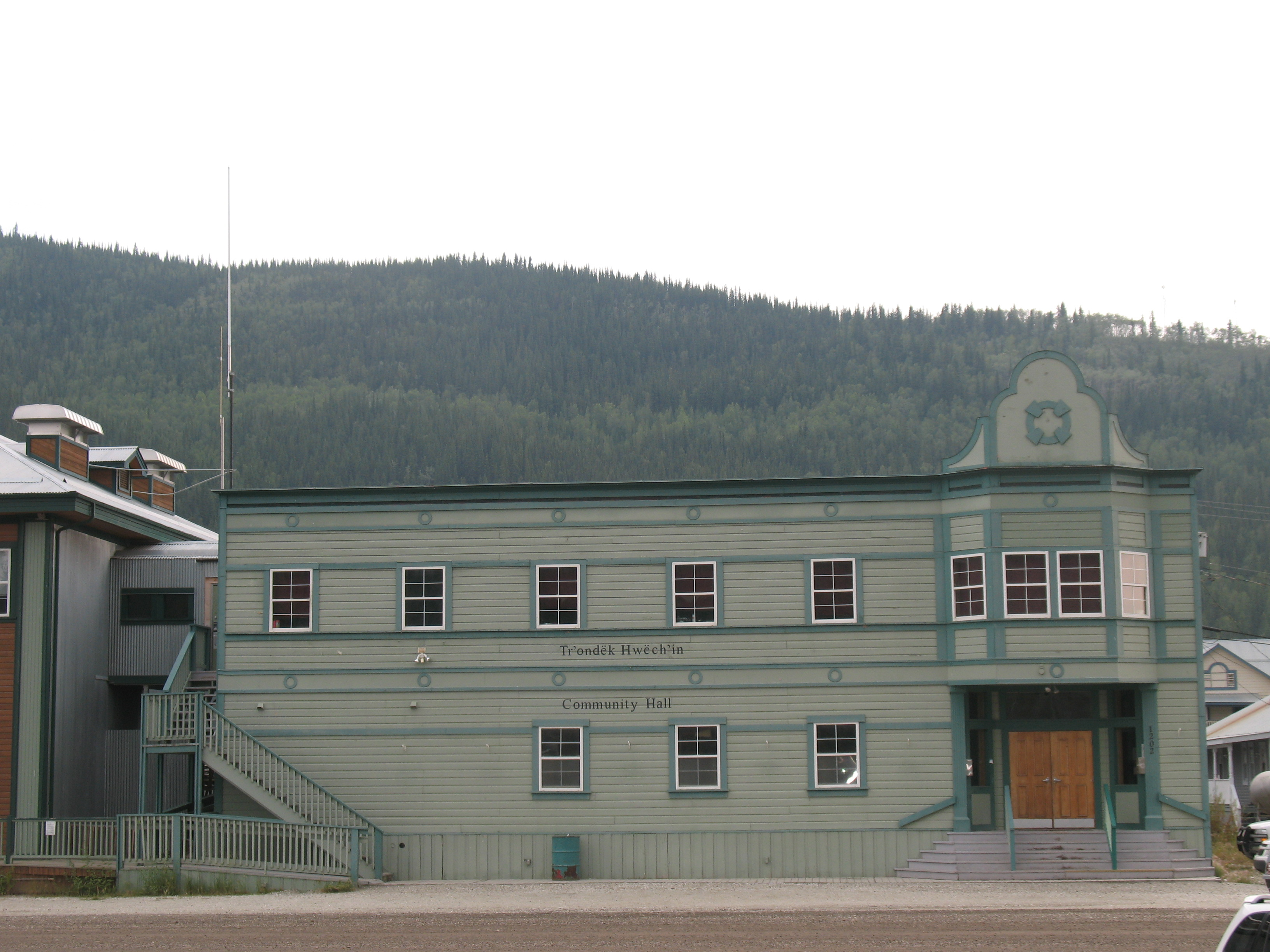
Здание общины Тшондэк-Хвэчин.

В настоящее время индейцы Тшондэк-Хвэчин являются смешением народов хан, гвичины, северные тутчоне и других языковых групп. Им принадлежат резервация Мусхайд-Крик 2 площадью 64,1 га, расположенная на восточном берегу реки Юкон, и резервация Мусхайд-Крик 2Б площадью 346,8 га, расположенная в 16 км к северу от Доусона. При этом в резервациях проживают не более 200 членов общины.